# Suikerbakkerij Joris
Suikerbakkerij Joris is een Belgische snoepgoedfabrikant in Sint-Agatha-Berchem. De gezinsonderneming werd in 1938 opgericht en kent een lange traditie in de productie van harde en zachte gommen, doorgaans verpakt in de kenmerkende cellofaanzakjes met bloemenpatroon.

## Geschiedenis
In 1938 begon Jan Van den Driessche met de steun van zijn vader Joris een eigen zaak. In zijn keuken produceerde hij tot vijftig kilo bonbons per dag. Onder meer pralines, zachte karamellen, noga en gommen werden manueel vervaardigd.Toen de Tweede Wereldoorlog uitbrak, werd de productie echter danig verstoord. Enkel suiker en gelatine waren als grondstof beschikbaar. Het familiebedrijf legde zich noodgedwongen toe op de productie van gommen, die toen slechts een klein deel van het assortiment uitmaakten. Nu produceert Joris uitsluitend gommen, waaronder klassiekers als muisjes, beertjes, neusjes en zuurtjes. Arabische gom is de voornaamste grondstof voor de ambachtelijke gomproductie. Vandaag wordt Joris geleid door de derde en vierde generatie.